# Бутенко, Павел Валерьевич
Павел Валерьевич Бутенко (родился 11 мая 1987 года в Красноярске) — российский регбист, замок (лок) или фланкер. Мастер спорта России.

## Биография
В детстве занимался разными видами спорта, отдавая предпочтение командным видам. В регби пришел в 18 лет по совету друга, до этого о игре особо не знал.

### Игровая карьера
В профессиональной команде с 2008 года. В этом же году стал обладателем Кубка России. Постепенно становится игроком основного состава. За десять лет в клубе стал пятикратным чемпионом, четырехкратным обладателем Кубка России.[уточнить] Дебютировал вместе с клубом в Европейском кубке вызова.

### Карьера в сборной
Дебютировал в 2012 году в матче против Украины. В 2013 году он оказался единственным регбистом, который провёл в составе российской сборной все последующие 11 матчей. В 2016 году стал обладателем Кубка наций в Гонконге. Там же занес свою пока единственную попытку хозяевам.

## Хобби
Серьезно увлекается криптовалютами.

## Достижения
- Чемпионат России:
  -  Чемпион России: 2011, 2012, 2014, 2016, 2017, 2018, 2019, 2020/21, 2021/22
  -  Серебряный призёр чемпионата России: 2008, 2009, 2010, 2013, 2015
- Кубок России:
  -  Обладатель Кубка России: 2008, 2014, 2016, 2017, 2020, 2021